# Johann Albert Eytelwein
Johann Albert Eytelwein, né le 31 décembre 1764 à Francfort-sur-le-Main, mort le 18 août 1848 à Berlin) est l'un des plus grands spécialistes allemands des sciences de la construction de son époque, et un professeur d'université influent.
À la fois architecte, ingénieur des travaux publics et hydraulicien au service de la Prusse, il fut, aux côtés du spécialiste des ponts Johann Friedrich Wilhelm Dietlein (de) (1782-1837) un pionnier de la résistance des matériaux en Allemagne. En tant que directeur régional de la construction, il s'impliqua dans la mise en place du cadastre et l'unification des unités de mesure tout en s'imposant comme un auteur de manuels techniques prolifique.

## Carrière
Eytelwein s'engagea dès l'âge de 15 ans dans l’artillerie prussienne, et quitta l'armée avec le grade de lieutenant. Il fut ensuite recruté comme inspecteur des digues avec la responsabilité du débouché de l'Oder et devint en 1794 premier conseiller pour les constructions. C'est sous sa direction qu'en 1799 les autorités créèrent la Berliner Bauakademie. Nommé enfin premier directeur des Constructions de Prusse (Oberlandesbaudirektor) en 1816, il prit sa retraite en 1830 et mourut en 1848 âgé de 84 ans.

## Travaux hydrauliques, cadastre et métrologie
Il dirigea au cours de sa carrière les principaux chantiers du pays et notamment ceux de rectification de grands fleuves dont l’Oder, la Warthe, la Vistule et le Niemen, ainsi que la modernisation des ports de Memel, Pillau et Swinemünde. En tant que responsable de la rectification des frontières de la Rhénanie prussienne et de l'unification des unités de poids dans le Royaume de Prusse, il rédigea entre autres livres une « Conversion des unités de longueur et de masse en usage dans le Royaume de Prusse » (Vergleichung der in den königlich preußischen Staaten eingeführten Maße und Gewichte (1798, réédité en 1810 et encore en 1817).
Eytelwein a laissé son nom à la « formule des tonneliers » (« formule d'Euler-Eytelwein »), qui relie la pression exercée par un câble sur un arbre, au rayon de cet arbre. Cette formule apparaît néanmoins bien antérieurement, notamment dans la dissertation de Gautier sur les ponts (1717). 

## Autres écrits (sur la construction, la mécanique, la géométrie)
- Recommandations pratiques pour la construction des rideaux de fascine en berge des fleuves et rivières [« Praktische Anweisung zur Konstruktion der Faschinenwerke an Flüssen und Strömen »], Berlin, 1800 (réimpr. 2. éd. 1818)
- Recommandations pratiques pour l'art des constructions hydrauliques [« Praktische Anweisung zur Wasserbaukunst »], 1802-1808 (réimpr. 2. éd. 1809-21), 4 cahiers
- Manuel de mécanique des corps solides et d’hydraulique [« Handbuch der Mechanik fester Körper und der Hydraulik »], Leipzig, 1842 (réimpr. 3e éd.) (lire en ligne)
- Manuel de statique des corps solides [« Handbuch der Statik fester Körper »], Berlin, 1808 (réimpr. 2e éd. 1832), 3 vol.
- Manuel de perspective [« Handbuch der Perspektive »], 1810, 2 vol.
- Principe de l'Analyse Supérieure [« Grundlehren der höhern Analysis »], 1824, 2 vol
- Manuel d'hydrostatique [« Handbuch der Hydrostatik »], 1826 (lire en ligne)

## Sociétés savantes
Haut fonctionnaire mondain et cultivé, Eytelwein était une personnalité berlinoise éminente (groupe des Berliner Klassik). Il fut membre de plusieurs sociétés savantes, dont :
- Académie de Berlin (avec entre autres Johann Elert Bode, Philipp Karl Buttmann, David Gilly, Friedrich Hagen, Aloys Hirt, Martin Heinrich Klaproth, E.F. Klein, Konrad Levezow, Martin Lichtenstein et Johann Wilhelm Süvern (de))
- Académie royale des arts de la peinture et des sciences de la mécanique de Berlin (avec Karl Friedrich Schinkel)
- Humanitätsgesellschaft (Société des amis de l’Humanité), avec entre autres l’astronome Johann E. Bode, le philologue Philipp Karl Buttmann et le chef d'orchestre Bernhard Anselm Weber
- la Société philomatique de Berlin (Gesellschaft naturforschender Freunde zu Berlin).